# Bartolomé Vicente

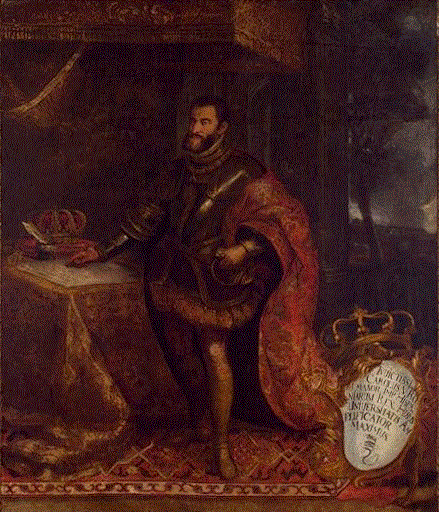
Retrato del emperador Carlos V, óleo sobre lienzo, Aula Magna de la Facultad de Derecho, Universidad de Zaragoza

Bartolomé Vicente (Zaragoza, 1632–Zaragoza, 6 de noviembre de 1708) fue un pintor barroco español.

## Vida
Hijo del notario real Bartolomé Vicente, que lo había tenido fuera del matrimonio, fue bautizado el 15 de abril de 1632 en la iglesia de San Miguel de los Navarros. El padre pagó a Vicente los estudios de pintura, para darle un modo de vida.
Según Palomino, Vicente estudió en la corte de Madrid en el taller del pintor Juan Carreño de Miranda. Pasaría siete años en El Escorial, copiando los cuadros que allí había, y regresó a Zaragoza hacia 1666-1667. En 1669 contrajo matrimonio con Pabla Josefa Viejo, que murió solo cuatro años después. A poco de enviudar, casó con Valera de Eléicegui, hija de Asensio de Eléicegui, también pintor y amigo de Vicente. No tuvo hijos de ninguno de estos dos matrimonios.
El taller del pintor estuvo en la calle Coso, en Zaragoza, cerca de la calle Verónica. Sin embargo, las clases de dibujo las daba en casa de Urriés, barón de Ayerbe, dónde existía una academia de dibujo. Alumnos suyos fueron el escultor Gregorio de Messa y el pintor y escultor Jerónimo Secano.
Murió el 6 de noviembre de 1708, siendo enterrado en la iglesia parroquial de San Felipe en Zaragoza.

## Obra
Sus obras más importantes fueron:
- Los cuadros de la capilla del Santo Cristo de La Seo de Zaragoza (1672), que realizó en colaboración con Jerónimo Secano.

Cuadros atribuidos a Vicente son:
- Dos grandes cuadros (1678) del retablo de la basílica de San Lorenzo de Huesca.
- Dos cuadros (1680) en la capilla de San Francisco de Borja en el Real Seminario de San Carlos de Zaragoza (actualmente en el claustro).
- Retrato del Emperador Carlos V (hacia 1675 – 1680), actualmente en el aula magna de la Facultad de Derecho de la Universidad de Zaragoza.
- Retrato del arzobispo Diego de Castrillo, (1692).
- La llegada del cráneo de San Valero a Zaragoza, procedente de Roda de Isábena (comienzos del XVIII), en la capilla de San Valero en La Seo de Zaragoza.